# Anton Dukatj
Anton Olehovytj Dukatj (ukrainska: Антон Олегович Дукач), född 30 juli 1995 i Lviv, är en ukrainsk rodelåkare.

## Karriär
Dukatj tävlade för Ukraina vid olympiska vinterspelen 2018 i Pyeongchang, där han slutade på 23:e plats i herrarnas singel. Dukatj var även en del av Ukrainas lag tillsammans med Olena Sjchumova, Oleksandr Obolontjyk och Roman Zacharkiv som slutade på 13:e plats i lagstafetten.
Vid olympiska vinterspelen 2022 i Peking slutade Dukatj på 22:a plats i herrarnas singel. Han var även en del av Ukrainas lag tillsammans med Julianna Tunytska, Ihor Stachiv och Andrij Lysetskyj som slutade på 11:e plats i lagstafetten.